# Gyál
Gyál è una città di 22.979 abitanti situata nella contea di Pest, nell'Ungheria settentrionale.